# Sporty kynologiczne

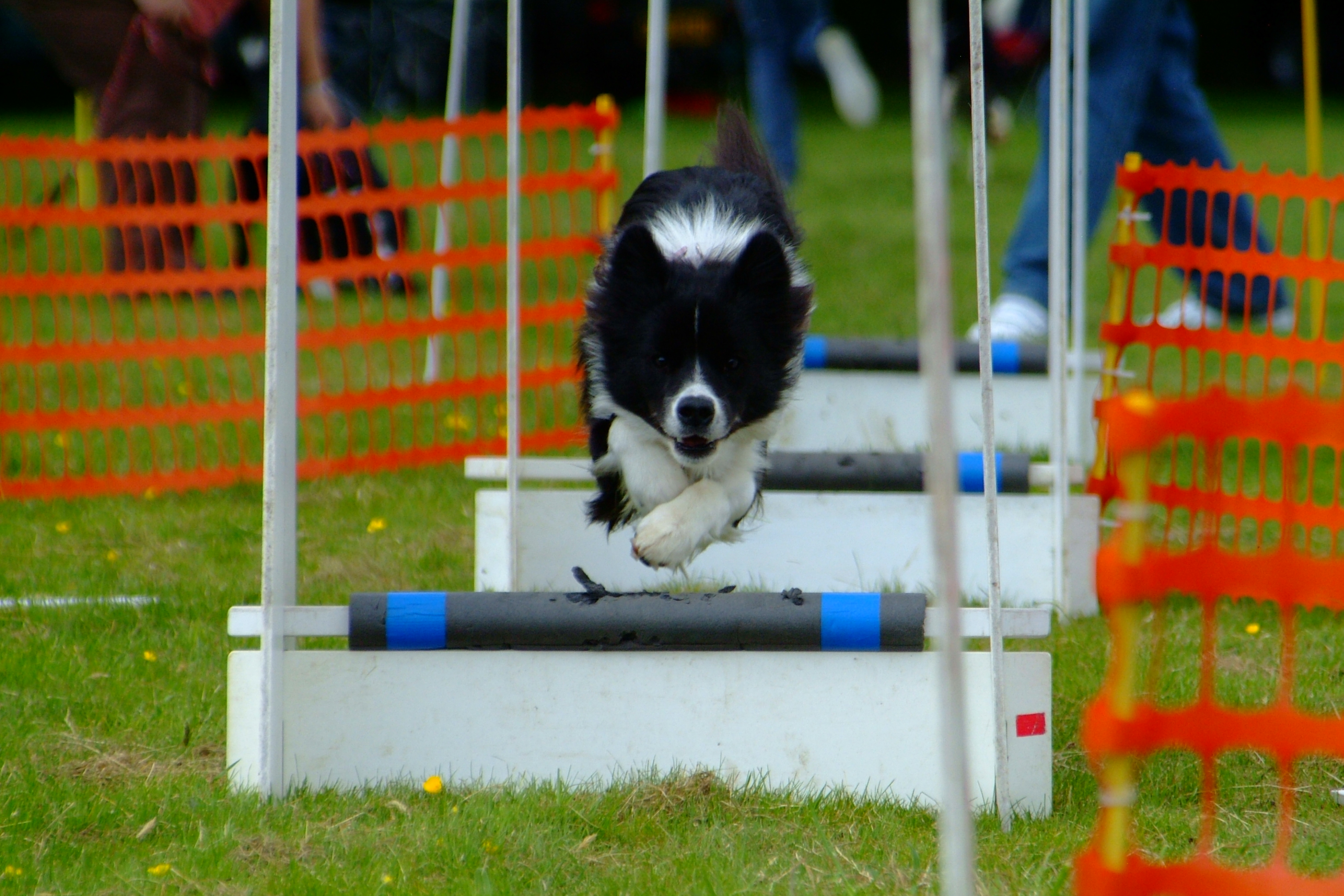
Border collie na torze flyball

Sporty kynologiczne – ogólna nazwa sportów uprawianych z psami. Zalicza się do nich m.in.:
- agility – tor przeszkód dla psów
- canicross – bieg przełajowy z psem
- coursing – wyścigi psów na torze
- dogfrisbee – różne wersje rzucania plastikowego talerzyka
- dogtrekking - marsz lub bieg z psem z elementami imprez na orientację
- dogtrekking - turystyka górska z psem
- dummy – praca ze sztucznym (tekstylnym) aportem
- flyball – konkurencja z piłką wyrzucaną z maszyny
- obedience – sportowe posłuszeństwo
- psie zaprzęgi – wyścigi zaprzęgów psów pociągowych
- sheepdog trials (wypasanie) – specjalność psów pasterskich
- weight pulling – przede wszystkim dla ras bullowatych
- nosework – praca węchowa

Są to formy spędzania wolnego czasu z psem, oparte na pracy bez przymusu i przemocy. Sprawiają radość i psu, i właścicielowi. Ze względu na różnorodność sportów kynologicznych cieszą się one dużym zainteresowaniem np. podczas wystaw psów rasowych.
Istnieją również odmiany sportów kynologicznych dla osób niepełnosprawnych
- ParAgility